# Rock Ridge
Il Rock Ridge Interchange Protocol (RRIP, IEEE P1282) è un particolare File system, più precisamente un'estensione del formato ISO 9660 alla quale aggiunge la semantica del file system POSIX.

## Caratteristiche
L'estensione aggiunge il supporto alla memorizzazione di informazioni sui file, specifiche dei sistemi Unix, su CD in formato ISO 9660. La disponibilità di queste informazioni permette una migliore integrazione con un file system unix-like locale nell'operazione di mount.
In breve queste estensioni consistono in:
- Nomi di file più lunghi (fino a 255 caratteri)
- Maiuscole e minuscole
- Minori restrizioni sui tipi di caratteri permessi
- Permessi di tipo unix-like
- Collegamenti simbolici
- Maggiore profondità nella gerarchia delle directory

## Curiosità
Il nome Rock Ridge deriva dalla città di fantasia citata nel film Mezzogiorno e mezzo di fuoco.